# Ajalmar José da Silva
Ajalmar José da Silva é um engenheiro e político brasileiro do estado de Minas Gerais.
Foi deputado estadual em Minas Gerais de 1991 a 1999 (na 12ª e 13ª legislatura) pelo PDC.

Enquanto deputado, Ajalmar Silva foi vice-presidente da Assembléia Legislativa (1991-1992).
Ajalmar foi prefeito da cidade de Monte Carmelo. Já ocupou a secretaria regional de administração da região Norte de Belo Horizonte (maio de 2005 a janeiro de 2007) e a secretaria regional de administração da região de Venda Nova (fevereiro de 2007 a março de 2008). Atualmente, é presidente da Fundação de Parques Municipais e secretário regional de administração da região Noroeste da capital mineira.